# Jelenak
Jelenak (en serbe cyrillique : Јеленак) est un village du centre du Monténégro, dans la municipalité de Danilovgrad.

## Démographie

### Évolution historique de la population
| 1948 | 1953 | 1961 | 1971 | 1981 | 1991 | 2003 |
| ---- | ---- | ---- | ---- | ---- | ---- | ---- |
| 103  | 109  | 86   | 80   | 72   | 97   | 119  |